# Country Song
Pistes de Zabriskie Point
Love Scene (Version 4) Unknown Song
Country Song, aussi connue comme The Red Queen Theme, est une chanson du groupe de rock progressif Pink Floyd incluse sur le disque bonus de la réédition de 1997 de la bande originale du film Zabriskie Point (ce disque inclut les chansons qui n'ont pas été retenues pour la bande son du film). Contrairement à ce que le titre polysémique pourrait suggérer, la chanson n'est pas une chanson du genre musical country mais bien une chanson de rock progressif. La chanson utilise des termes du jeu d’échecs comme métaphores.

## Structure musicale
Cette chanson possède une structure assimilable à celle d'une power ballad. Elle est composée en 4/4 avec un tempo relativement lent. La chanson effectue une montée en puissance; plus elle avance, plus la guitare électrique distordue est présente, laissant de plus en plus de place au solo. Dans la version de The Complete Zabriskie Point Sessions, le solo commence vers 3 minutes 20 secondes pour s'intensifier jusqu'à la fin de la chanson, à 5 minutes 45 secondes.